# Tokio-Marathon 2018
| 12. Tokio-Marathon    | 12. Tokio-Marathon                 |
| --------------------- | ---------------------------------- |
| Stadt                 | Tokio, Japan                       |
| Datum                 | 25. Februar 2018                   |
| Distanz               | 42,195 Kilometer                   |
| Sieger                |                                    |
| Männer                | Dickson Kiptolo Chumba (2:05:30 h) |
| Frauen                | Birhane Dibaba (2:19:51 h)         |
| ← Tokio-Marathon 2017 | Tokio-Marathon 2019 →              |
| Website               | Offizielle Website                 |

Der Tokio-Marathon 2018 (jap. 東京マラソン2018, Tōkyō Marason 2018) war die zwölfte Ausgabe der jährlich in Tokio, Japan stattfindenden Laufveranstaltung. Der Marathon fand am 25. Februar 2018 statt. Er war der sechste Lauf des World Marathon Majors 2017/18 und hatte das Etikett Gold der IAAF Label Road Races 2018.
Bei den Männern gewann Dickson Kiptolo Chumba in 2:05:30 h und bei den Frauen Birhane Dibaba in 2:19:51 h.

## Ergebnisse

### Männer

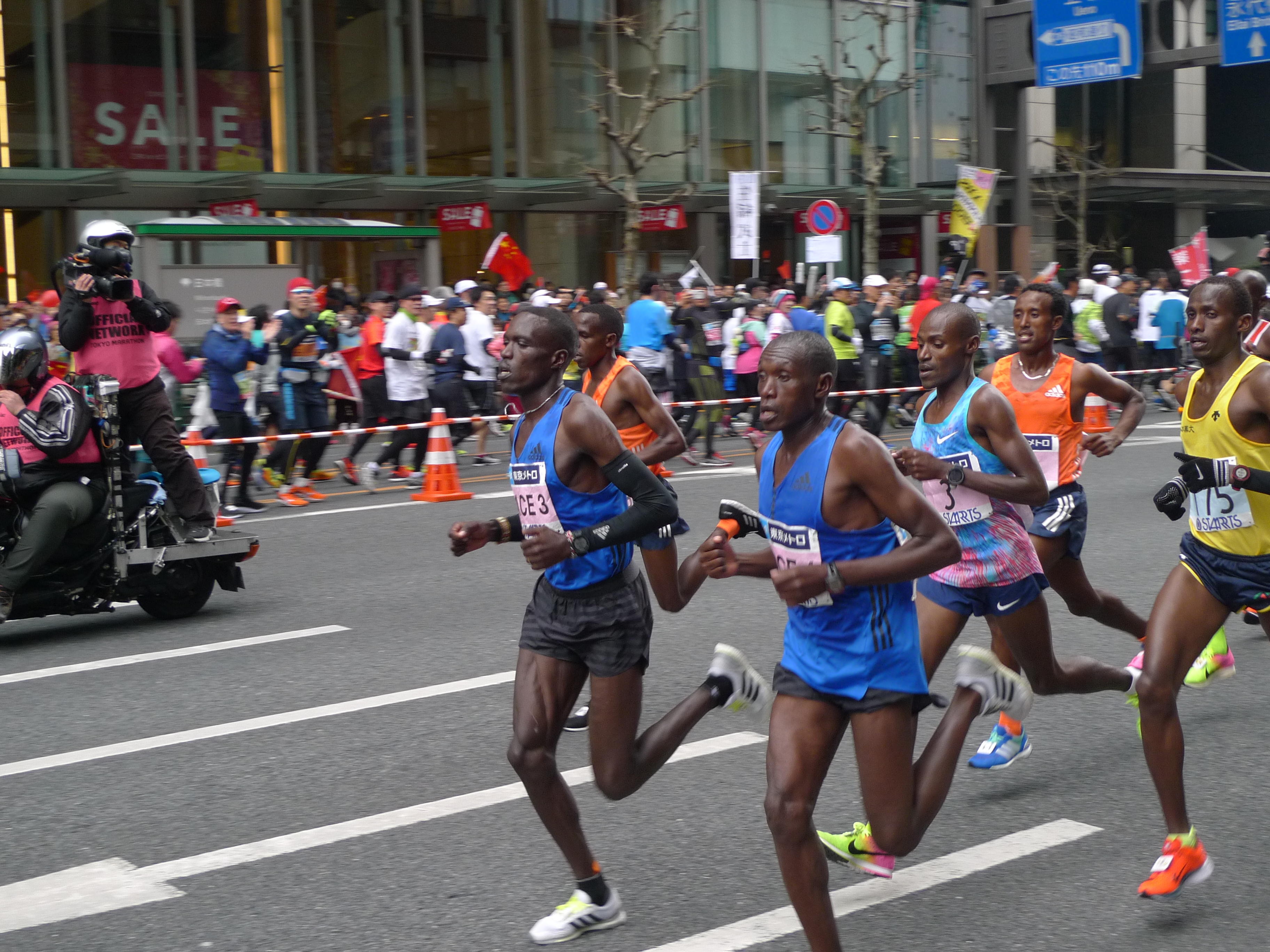
Dickson Kiptolo Chumba im hellblauen Singlet

| Platz | Athlet                 | Land      | Zeit (h)      |
| ----- | ---------------------- | --------- | ------------- |
| 01    | Dickson Kiptolo Chumba | Kenia     | 2:05:30       |
| 02    | Yūta Shitara           | Japan     | 2:06:11 AR NR |
| 03    | Amos Kipruto           | Kenia     | 2:06:33       |
| 04    | Gideon Kipketer        | Kenia     | 2:06:47       |
| 05    | Hiroto Inoue           | Japan     | 2:06:54       |
| 06    | Feyisa Lilesa          | Äthiopien | 2:07:30       |
| 07    | Ryo Kiname             | Japan     | 2:08:08       |
| 08    | Chihiro Miyawaki       | Japan     | 2:08:45       |
| 09    | Kenji Yamamoto         | Japan     | 2:08:48       |
| 10    | Yūki Satō              | Japan     | 2:08:58       |

### Frauen

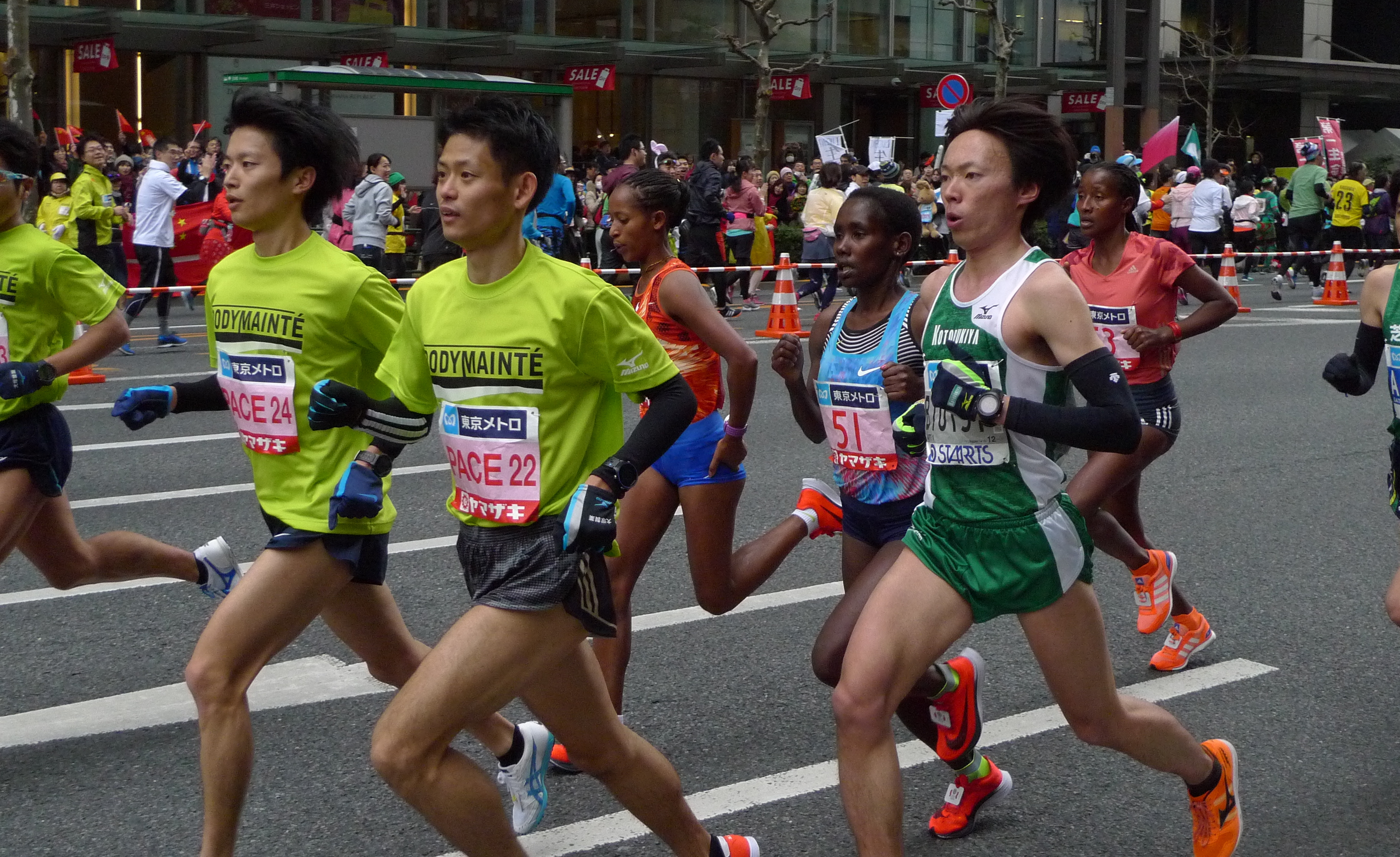
Führungsgruppe der Frauen

| Platz | Athletin         | Land                | Zeit (h)   |
| ----- | ---------------- | ------------------- | ---------- |
| 01    | Birhane Dibaba   | Äthiopien           | 2:19:51 PB |
| 02    | Ruti Aga         | Äthiopien           | 2:21:19    |
| 03    | Amy Cragg        | Vereinigte Staaten  | 2:21:42    |
| 04    | Shure Demise     | Äthiopien           | 2:22:07    |
| 05    | Helah Kiprop     | Kenia               | 2:28:58    |
| 06    | Hiroko Yoshitomi | Japan               | 2:30:16    |
| 07    | Madoka Nakano    | Japan               | 2:31:41    |
| 08    | Mao Uesugi       | Japan               | 2:31:49    |
| 09    | Marie Imada      | Japan               | 2:32:00    |
| 10    | Zhang Meixia     | Volksrepublik China | 2:33:02    |